# Clea helena
Clea helena là một loài ốc nước ngọt với một nắp, là động vật chân bụng sống dưới nước động vật thân mềm trong họ Nassariidae.

## Phân bố

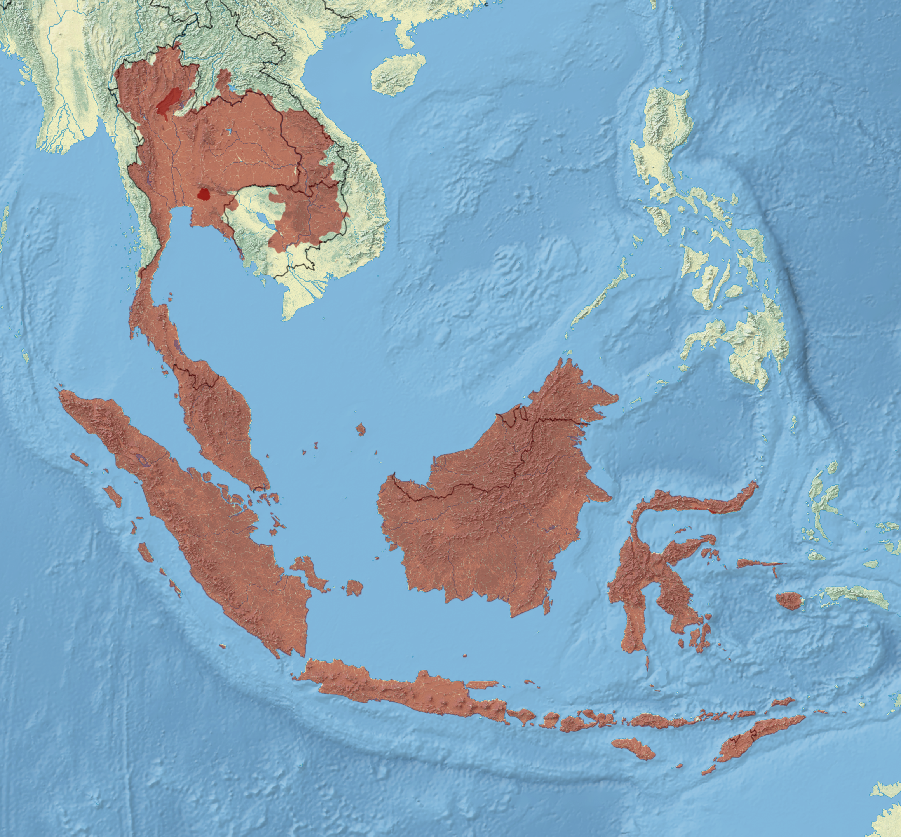
Bản đồ phân bố của Clea helena

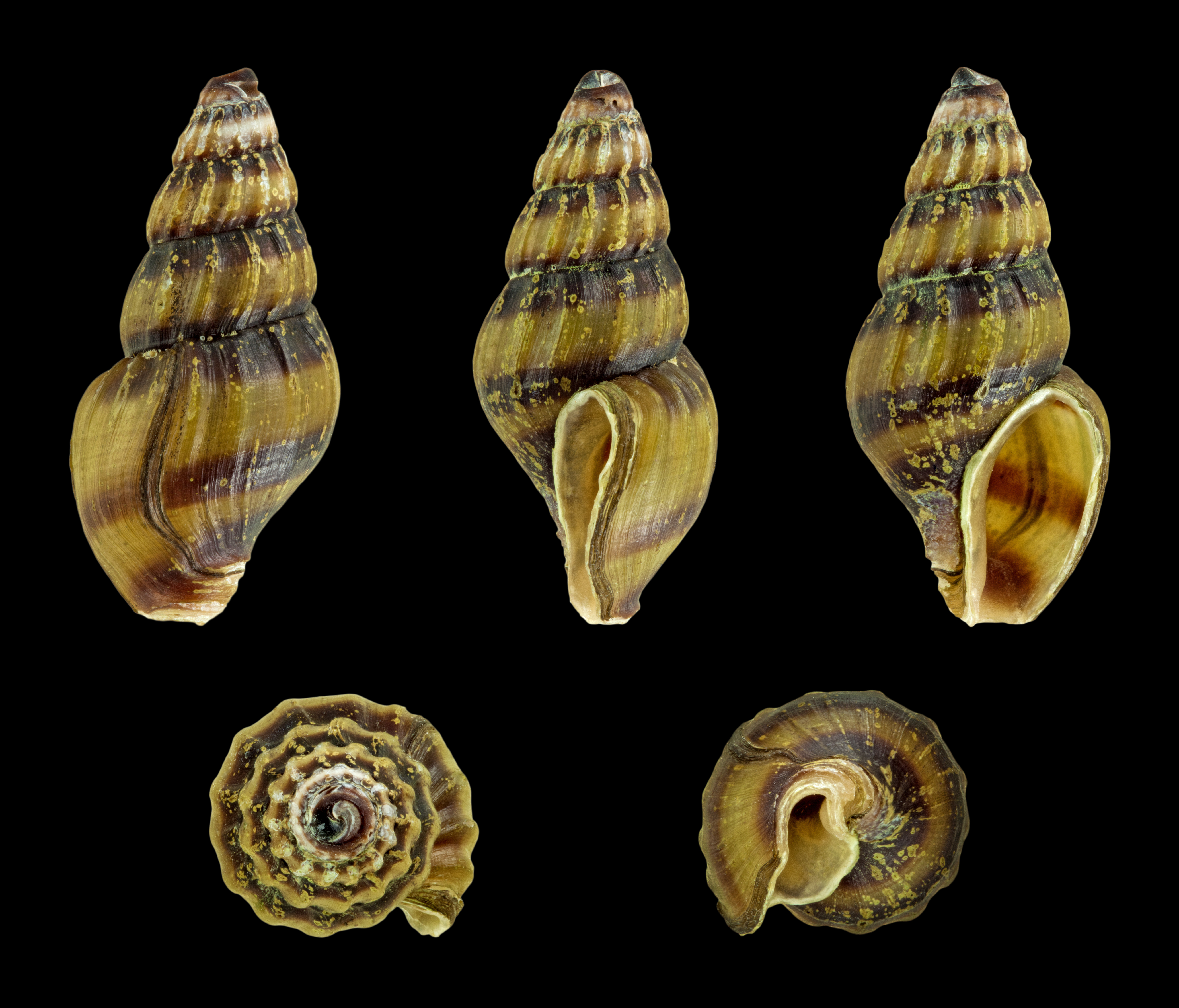

Loài này hiện diện trên hầu khắp Đông Nam Á, nhất là ở Indonesia, Malaysia, và Thái Lan.

## Chế độ ăn
Như đa số các loài trong nhánh Neogastropoda, nó là động vật ăn thịt. Nó ăn các loài giun và động vật thân mềm khác, và đôi khi được gọi là "assassin snail" (ốc sát thủ) vì hành vi ăn các loài ốc khác.

## Hình ảnh

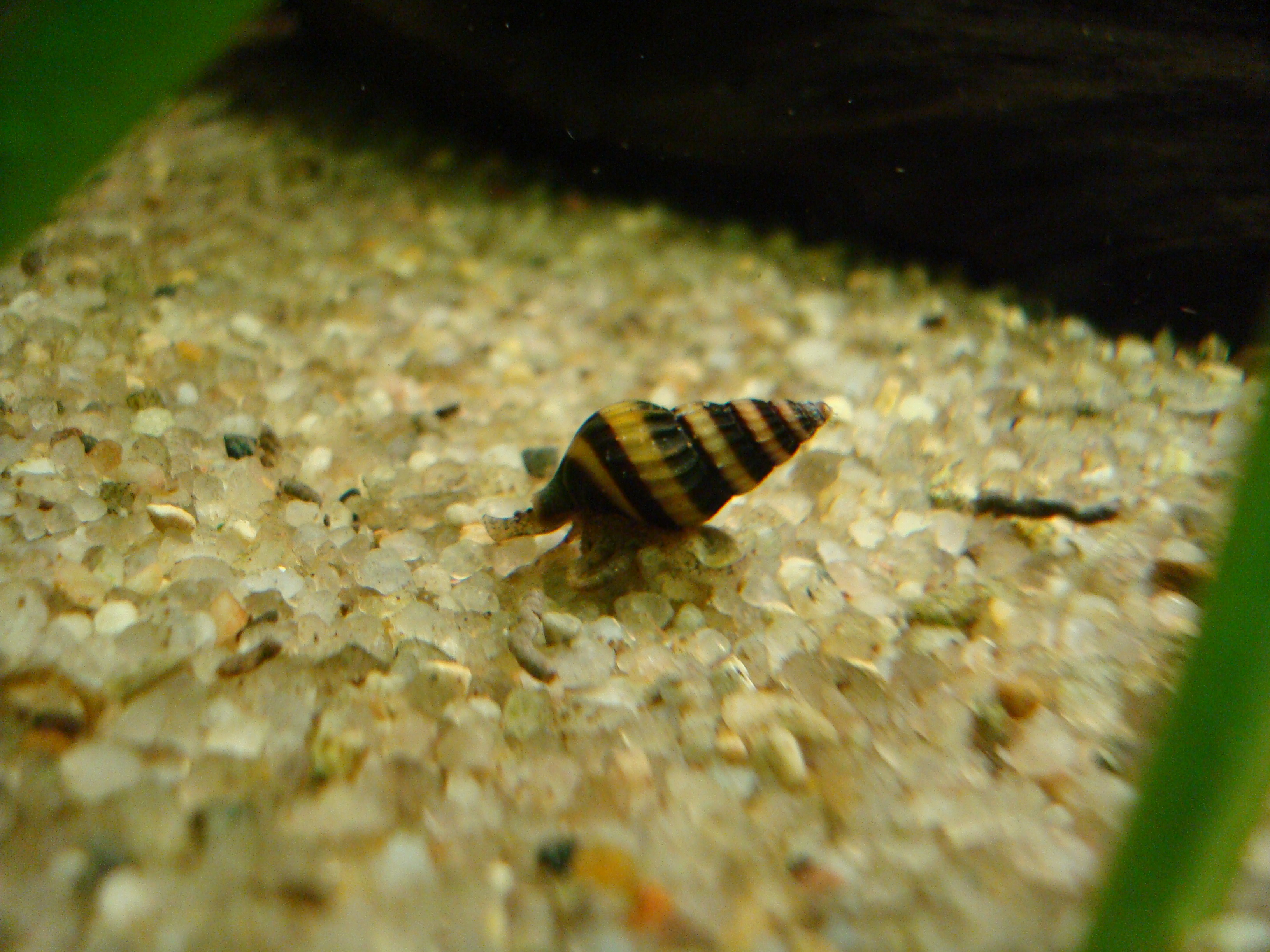
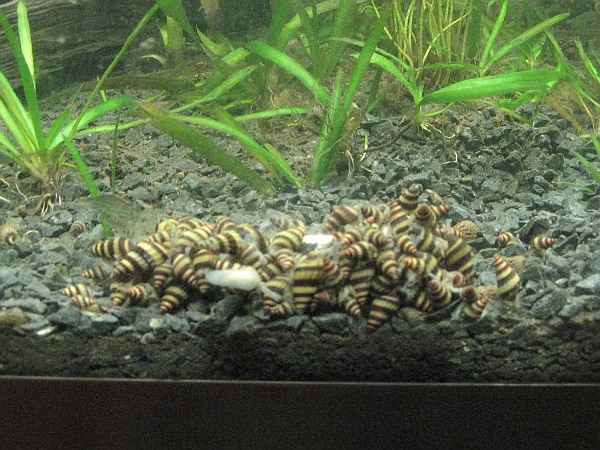
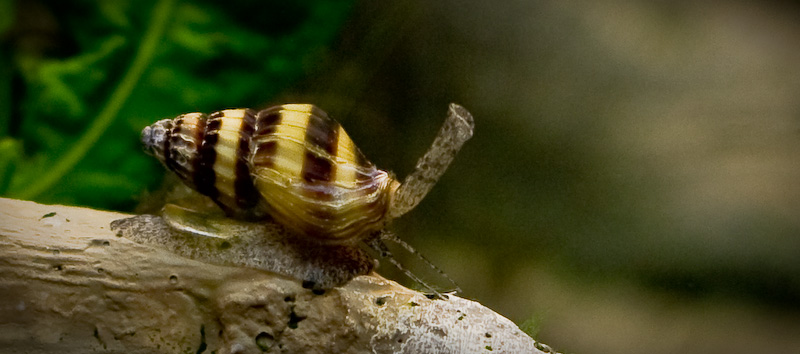
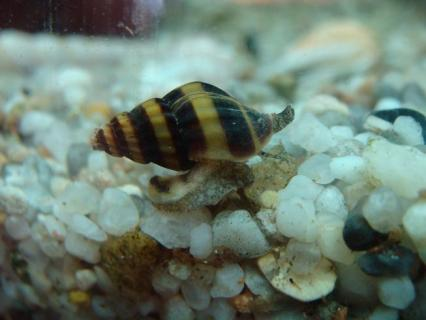